# American Quarterly
Ne pas confondre avec Americas Quarterly (en).
American Quarterly est une revue académique et la publication officielle de l'American Studies Association (en). La revue couvre des sujets d'intérêt national et international aux États-Unis et est considérée comme une ressource de premier plan dans le domaine des études américaines. L'actuelle rédactrice en chef est Mari Yoshihara (en) ( Université d'Hawaï ). La revue est publiée trimestriellement par Johns Hopkins University Press. Elle promeut la recherche et l'enseignement numériques,.